# Илинденски демонстрации (1940)
Илинденските демонстрации са комунистически протести от 1940 година в градовете Охрид, Прилеп и Скопие. Демонстрациите са политически по своя замисъл и се противопоставят на политиката на Кралство Югославия във Вардарска бановина и на сближаването ѝ със страните от Тристранния пакт.
Демонстрациите започват на Илинден – 2 август 1940 година в Прилеп. Голямо множество се събира в местността Шаторов камен, където реч произнася Борко Талевски, след което демонстрацията продължава към железопътната гара на града, после при църквата „Свети свети Кирил и Методий“ реч произнася Трайко Божков, а накрая шествието завършва в квартал Тризла. Там, докато реч произнася Кузман Йосифовски, сръбската жандармерия прави опит да го арестува, но демонстрантите предотвратяват това, а на следващия ден 25 души от тях са арестувани. Осъдени в Белград са Борка Талески, Коце Кюрчия, Трайко Божков и главният организатор на събитието в града Методи Андонов Ченто.
Отгласът от тези демонстрации се разпрострира из цяла Югославия. Поради това в Прилеп пристига Драгиша Цветкович, бивш министър-председател, който организира среща с градския елит и нарежда да бъдат взети мерки срещу засилващата се дейност на комунистическата партия. Според историографията на Република Северна Македония, този акт е резултат от появата на македонска нация в границите на Кралство Югославия.